# Peter F. Hjort
Peter Fredrik Holst Hjort (Oslo, 23 de março de 1924 - Bærum, 1 de janeiro de 2011)  foi um médico, professor e político do Partido Trabalhista. Ele é mais conhecido por seu trabalho para estabelecer a Universidade de Tromsø, e por seu trabalho com a saúde pública.

## Vida pessoal
Ele nasceu em Christiania como filho do advogado e figura política de direita Johan Bernhard Hjort (1895-1969) e Anna Cathrine Holst (1895-1992). Seus avôs eram o diretor de pesca Johan Hjort e o professor de medicina Peter Fredrik Holst. Ele era irmão de Johan Hjort e Wanda Maria Heger. Em 1948 casou-se com Tone Seip (1926-2001), filha do acadêmico Didrik Arup Seip. Ele passou os anos de 1998 a 2001 cuidando de sua esposa, que sofreu danos cerebrais críticos durante uma operação. O casal teve quatro filhos.

## Carreira
Hjort terminou seu ensino médio em 1942. Estudou medicina e se formou na Universidade de Oslo com o diploma de candidato à medicina em 1950. Na década seguinte trabalhou com medicina em Gloppen, Lillehammer e em Rikshospitalet. Ele também teve bolsas de pesquisa na Universidade de Oslo, bem como uma bolsa fulbright. Ele se formou em 1957 e tornou-se especialista em medicina interna em 1959. Ele citou seu próprio mestre acadêmico como sendo o professor Paul Owren. Ele foi contratado como médico assistente no Hospital Ullevål em 1960. Depois de ser professor visitante na Universidade do Sul da Califórnia em 1963, ele foi nomeado como docente de hematologia na Universidade de Oslo em 1964 e professor em 1969, sendo estacionado em Rikshospitalet.
Em 1969, foi nomeado presidente interino do conselho da Universidade de Tromsø,que estava sob planejamento. Quando a Universidade de Tromsø foi finalmente aberta em 1972, Hjort foi eleito e serviu como o primeiro reitor. Ele se retirou em 1973, e voltou para Oslo. Entre 1975 e 1994 liderou projetos de pesquisa em saúde na NAVF e no Instituto Norueguês de Saúde Pública. Além da hematologia, tornou-se especialista em geriatria e gerontologia durante sua carreira. De 1977 a 1994 trabalhou meio período como médico na Ullern Retirement Home, e de 1994 a 2000 trabalhou novamente na Universidade de Tromsø. Enquanto trabalhava em Oslo, ele residia em Bærum e era ativo no Partido Trabalhista.

## Prêmios e honrarias
- Ordem de São Olavo, Comandante em 1974
- Eleito para a Academia Norueguesa de Literatura e Ciências em 1969
- Eleito para a Real Academia Norueguesa de Letras Selskab em 1979
- Doutorado honorário na Universidade de Tromsø em 1982, Universidade de Uppsala em 1992[6] e Escola Norueguesa de Ciências do Esporte em 1998
- Prêmio Karl Evang por Trabalho Merittivo de Educação em Saúde em 1984
- Membro honorário da Associação Nacional de Saúde Pública de 1985
- Nordiska Folkhälsopriset (Prêmio Nórdico de Saúde Pública) em 1989
- Membro honorário da Associação Geriátrica Norueguesa de 1995
- Certificado de honra da Associação de Médicos Públicos de 1995.

## Livros
- Velhice Saúde, cuidado e cultura (Universitetsforlaget, 2010)
- Eventos infelizes no serviço de saúde – um pensamento, livro didático (Gyldendal, 2007)
- Envelhecimento e vulnerabilidade (2005)
- Universidade da Sociedade: Artigos e palestras sobre a Universidade de Tromsø
- Sociedade, Saúde, Economia, 1996, (com Hans Thomas Waaler)